# Sedum tsinghaicum
Sedum tsinghaicum är en fetbladsväxtart som beskrevs av Kun Tsun Fu. Sedum tsinghaicum ingår i Fetknoppssläktet som ingår i familjen fetbladsväxter. Inga underarter finns listade i Catalogue of Life.